# Chrysactinium acaule
Chrysactinium acaule là một loài thực vật có hoa trong họ Cúc. Loài này được (Kunth) Wedd. mô tả khoa học đầu tiên năm 1857.